# Lillkyrka-Ödeby distrikt
Lillkyrka-Ödeby distrikt är från 2016 ett distrikt i Örebro kommun och Örebro län.
Distriktet ligger öster om Örebro.

## Tidigare administrativ tillhörighet
Distriktet inrättades 2016 och utgörs av socknarna Lillkyrka och Ödeby i Örebro kommun.
Området motsvarar den omfattning Lillkyrka-Ödeby församling  hade vid årsskiftet 1999/2000 och som den fick 1981 när socknarnas församlingar slogs samman.